# Tuf de Grotta oscura
Le tuf de Grotta oscura ou tuf jaune de la Via Tiberina est une roche magmatique d'origine volcanique provenant d'une carrière proche de Rome où elle est utilisée dans l'Antiquité comme pierre de construction.
Ce tuf volcanique tendre et poreux, issu d'éruptions des monts Sabatins, est exploité du début du IVe siècle av. J.-C. à la fin du IIe siècle av. J.-C. où il est remplacé par des matériaux plus résistants.

## Formation
Les monts Sabatins, à une trentaine de kilomètres au nord-ouest de Rome, sont un ensemble d'anciens volcans de la partie centrale de la chaîne des Apennins.
Le tuf jaune de Grotta oscura est issu de l'une des plus importantes coulées pyroclastiques de cet ensemble, qui s'est produite il y a environ 548 000 ans,. Ces éjectas volcaniques, cendres et graviers de lave, forment sous l'action de l'eau un conglomérat qui, une fois consolidé, donne le tuf volcanique. La strate de tuf jaune n'affleure qu'exceptionnellement ; elle est généralement recouverte de formations plus récentes mais son épaisseur peut atteindre plusieurs dizaines de mètres,.

## Caractéristiques et utilisation
Les principaux minéraux entrant sans la composition du tuf de Grotta oscura sont la chabazite, la sanidine et l'augite. Les inclusions en pierre ponce sont nombreuses.
Le tuf de Grotta oscura est, de par son origine et son mode de formation, une roche tendre et poreuse. S'il est moins résistant que d'autres types de tuf volcanique, il se travaille facilement et rapidement et, en raison de sa densité plus faible (12 à 12,5 kN/m3), il est plus facile à transporter,.
Il est extrait d'une carrière proche de Véies, à 15 km au nord de Rome et non loin de la Via Tiberina, qui est exploitée par les Romains à partir de 396 av. J.-C. et leur prise de contrôle sur le secteur mais très probablement par les Véiens bien avant cette date. L'exploitation se fait en creusant dans l'épaisseur du banc tout en conservant intacts des piliers qui soutiennent la voûte des galeries. Le tuf est utilisé dans plusieurs monuments de la Rome antique, où il arrive probablement par bateaux sur le Tibre : la muraille Servienne, le temple de Portunus ou celui d'Hercule Olivarius.
Il est supplanté à partir de la fin du IIe siècle av. J.-C. par d'autres types de tufs possédant de meilleures qualités, et notamment une plus grande résistance.